# Greg Norman Holden International
O Greg Norman Holden International foi um torneio masculino de golfe profissional no PGA Tour of Australasia. Foi disputado entre 1993 a 2001. Também foi cossancionado ao circuito europeu da PGA entre 2000 e 2001. Foi também disputado sob o nome de Greg Norman's Holden Classic entre 1993 e 1996.

## Anfitriões do torneio
- 1999–2001: The Lakes Golf Club
- 1998: The Australian Golf Club
- 1996: Royal Melbourne Golf Club
- 1995: The Lakes Golf Club
- 1994: Royal Melbourne Golf Club
- 1993: The Lakes Golf Club

## Campeões
Cossancionado pelo Circuito Europeu
| Ano                              | Campeão                          | País                             | Pontuação                        | Par                              | Margem                           | Vice-campeão                     |
| Greg Norman Holden International | Greg Norman Holden International | Greg Norman Holden International | Greg Norman Holden International | Greg Norman Holden International | Greg Norman Holden International | Greg Norman Holden International |
| -------------------------------- | -------------------------------- | -------------------------------- | -------------------------------- | -------------------------------- | -------------------------------- | -------------------------------- |
| 2001                             | Aaron Baddeley                   | Austrália                        | 271                              | −21                              | Playoff                          | Sergio García                    |
| 2000                             | Lucas Parsons                    | Austrália                        | 273                              | −19                              | 4 tacada                         | Peter Senior                     |

Antes do cossancionamento ao Circuito Europeu
| Ano                              | Campeão                          | País                             | Pontuação                        |
| Greg Norman Holden International | Greg Norman Holden International | Greg Norman Holden International | Greg Norman Holden International |
| -------------------------------- | -------------------------------- | -------------------------------- | -------------------------------- |
| 1999                             | Michael Long                     | Nova Zelândia                    | 283                              |
| 1998                             | Greg Norman                      | Austrália                        | 272                              |
| Greg Norman's Holden Classic     |                                  |                                  |                                  |
| 1997                             | Não houve torneio                | Não houve torneio                | Não houve torneio                |
| 1996                             | Peter Senior                     | Austrália                        | 281                              |
| 1995                             | Craig Parry                      | Austrália                        | 276                              |
| 1994                             | Anthony Gilligan                 | Austrália                        | 274                              |
| 1993                             | Curtis Strange                   | Estados Unidos                   | 274                              |